# Bundesregierung
Eine Bundesregierung oder Föderalregierung ist Teil der ausführenden Gewalt eines föderalen Bundesstaates. Der Begriff dient der Abgrenzung einer solchen Regierung von den Regierungen der einzelnen Gliedstaaten.
In der Wiener Schluss-Akte von 1820 erscheint der Ausdruck „Bundesregierung“ für die Regierung eines der Mitgliedstaaten des Deutschen Bundes, also ausnahmsweise nicht für die Gesamtstaatsregierung.
Bundesregierungen bestehen heute in:
- Deutschland
- Österreich
- Schweiz
- Brasilien
- Vereinigte Staaten
- Belgien
- Kanada
- Mexiko
- Indien
- Australien
- Äthiopien
- Pakistan